# Transit-oriented development
Pour les articles homonymes, voir TOD.

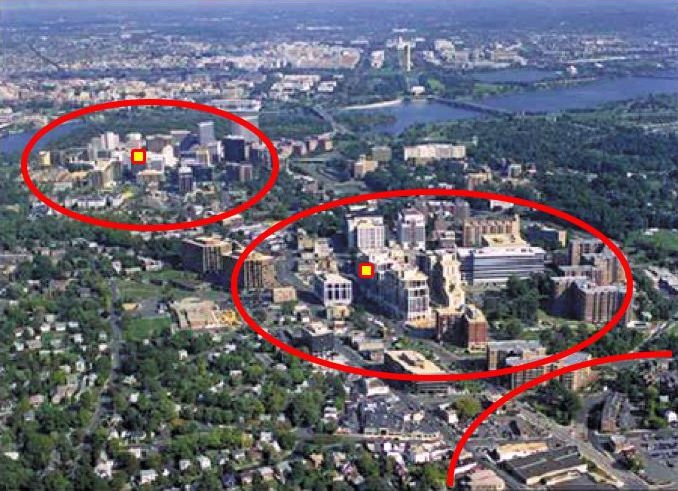
Vue aérienne du couloir de Rosslyn-Ballston corridor, à Arlington. Les constructions denses et mixtes se concentrent à quelques centaines de mètres des stations de métro de l'agglomération de Washington (cerclées de rouge), pour céder la place à des constructions moins denses en périphérie. Photographie issue de United States Environmental Protection Agency.

Le concept américain de transit-oriented development (TOD) concerne l'aménagement de zones résidentielles ou commerciales destinées à favoriser l'usage des transports en commun et le covoiturage. Typiquement, un quartier conçu selon ce concept est centré autour d'une gare de voie ferrée locale ou d'une station de transports (bus, métro, tramway), entourée de constructions de densités décroissantes en allant vers la périphérie. Le rayon de cette zone est généralement compris entre 400 et 800 mètres, soit une distance adéquate pour la marche piétonne. 
La plupart des villes nouvelles construites depuis 1945 au Japon, en Suède ou en France montrent ces caractéristiques. C'est ainsi le cas des villes construites sous polders aux Pays-Bas ou des villes périurbaines au Danemark, incluant dès l'origine une place essentielle aux transports en commun et au vélo.

## Quelques mises en application du concept de TOD
De nombreuses métropoles à travers le monde visent à réduire la dépendance à l'automobile et à accroître l'efficience des dessertes de transport en commun.

### Amérique du Sud

#### Curitiba, Brésil

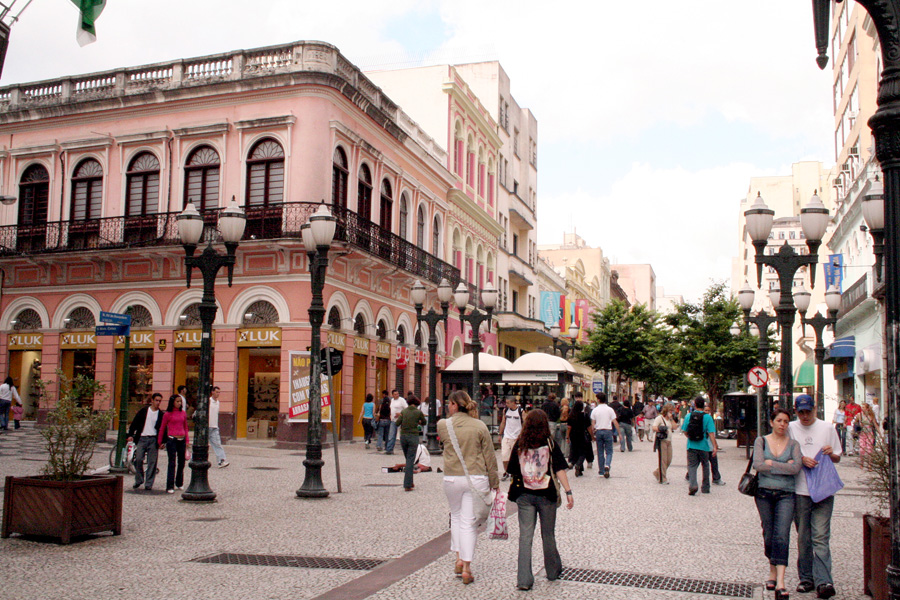
November 15 Street, une des rues principales de Curitiba, rendue piétonne en 1972.

La ville de Curibita est un exemple précoce d'application de ce concept. 
Dans cette ville, l'organisation urbaine a, très tôt, été basée sur les réseaux de transports en commun. Malgré l'échec du plan initial d'aménagement, faute de budget, la ville s'est adaptée avec des bus en voie propre et à cadence similaire aux tramways. L'accent a également été mis sur la participation et l'éducation des citoyens.

### Amérique du Nord

#### San Francisco, Nord de la Californie
Les projections démographiques de l'agglomération de San Francisco tablent sur une augmentation de 2 millions d'habitants jusqu'en 2035. Une moitié de cette augmentation se ferait par des planifications selon le concept de TOD. Le réseau métropolitain de transport, le Bay Area Rapid Transit (BART), en servirait d'armature.

#### Montréal, Québec, Canada
Selon le Plan Métropolitain d'Aménagement et de Développement de la Communauté métropolitaine de Montréal de décembre 2011, 40 % des nouveaux logements seront bâtis selon le concept de TOD. Le plan propose un total de 159 sites potentiels autour des gares et stations de métro.

### Asie

#### Hong Kong
Au milieu du XXe siècle, aucune voie ferrée n'était érigée avant qu'une zone ne soit bien développée. Cependant, depuis quelques décennies, la situation change. Des zones résidentielles sortent de terre de façon coordonnée à des réseaux de transports en commun. Parmi ces exemples, citons: 
- Olympian City
- Tung Chung

## Polémique
Une critique de ce concept est la gentrification qu'il peut entraîner, en attirant des classes sociales plus solvables que les populations préexistantes des zones périurbaines.